# Чемпионат Центральной Америки и Карибского бассейна по лёгкой атлетике 2005
Чемпионат Центральной Америки и Карибского бассейна по легкой атлетике 2005 представлял собой международное соревнование по легкой атлетике, которое проходило с 15 по 17 июля 2005 года. Турнир принимал город Нассау, Багамские острова и стал одним из самых значимых соревнований в этом регионе.
Мероприятие было организовано Центральноамериканской и Карибской атлетической ассоциацией (САКАА) и собрало лучших легкоатлетов из стран Центральной Америки и Карибского бассейна. Соревнования проходили на стадионе Томас А. Робинсон, который вмещал около 15 000 зрителей.
В течение трех дней участники состязались в различных дисциплинах легкой атлетики, включая бег, метание и прыжки. Всего было разыграно около 44 набора медалей. Турнир стал показателем высокого уровня подготовки спортсменов и демонстрацией их достижений.
В ходе соревнований были установлены и побиты несколько рекордов чемпионата. Значительное впечатление произвел дебют Моники Хендерсон из Ямайки, которая установила новый рекорд в беге на 400 метров. Также отличились спортсмены из других стран, включая Кубу, Багамские острова, Тринидад и Тобаго.
Организация мероприятия была признана блестящей, а судейство велись в соответствии с международными стандартами. Благодаря этим соревнованиям, легкая атлетика стала более популярной в Центральной Америке и Карибском бассейне, привлекая больше внимания к спорту.
В целом, Чемпионат Центральной Америки и Карибского бассейна по легкой атлетике 2005 оказался успешным мероприятием, достойно отмеченным участниками, зрителями и специалистами в области спорта. Этот турнир не только продвигал развитие легкой атлетики в регионе, но и способствовал популяризации самого спорта.